# Parahyaena
Parahyaena – rodzaj ssaków z podrodziny hien (Hyaeninae) w obrębie rodziny hienowatych (Hyaenidae).

## Występowanie
Rodzaj obejmuje jeden żyjący współcześnie gatunek występujący w południowej Afryce.

## Morfologia
Długość ciała 110–136 cm, długość ogona 18,7–26 cm; masa ciała 28–47 kg.

## Systematyka
Rodzaj zdefiniował w 1974 roku południowoafrykański geolog i paleontolog Q. Brett Hendey w artykule o wymarłym drapieżniku z Południowej Afryki opublikowanym na łamach Annals of the South African Museum. Na gatunek typowy Hendey wyznaczył (oryginalne oznaczenie) hienę brunatną (P. brunnea).

### Etymologia
Parahyaena: gr. παρα para ‘blisko, obok’; rodzaj Hyaena Brisson, 1762.

### Podział systematyczny
Część ujęć systematycznych umieszcza P. brunnea w rodzaju Hyaena; tutaj klasyfikacja z jednym żyjącym współcześnie gatunkiem za Mammal Diversity Database i All the Mammals of the World (2023):
- Parahyaena brunnea (Thunberg, 1820) – hiena brunatna

Opisano również gatunek wymarły z neogenu Afryki:
- Parahyaena howelli Werdelin, 2003